# Sky RKBレディスクラシック
Sky RKBレディスクラシック（スカイ アール・ケー・ビーレディスクラシック）は、毎年5月第2週から第3週にかけてRKB毎日放送の主催により行われている日本女子プロゴルフ協会（JLPGA）公認の女子プロゴルフトーナメントの一つである。2025年よりSky株式会社の特別協賛に変更されるため、大会名が変更される。2025年大会の賞金総額は1億2000万円、優勝賞金2160万円である。

## 概要
本大会は2000年から毎年開催されており、2000年から2009年までは化粧品の通信販売などを手がけるヴァーナルの特別協賛により「ヴァーナルレディース」（開始年の2000年は「ヴァーナルカップRKBレディース」）、2010年から2012年までは大分県臼杵市に本社を置く醸造メーカー・フンドーキン醬油の特別協賛により「フンドーキンレディース」として行われており、2013年から2022年まではほけんの窓口グループの特別協賛「ほけんの窓口レディース」として行われていた。2020年は新型コロナウイルス感染拡大のため中止となった。2023年と2024年は三井松島ホールディングスの協賛で「RKB×三井松島レディス」として開催、2025年からはIT運用会社・Skyの特別協賛となり、大会名も「Sky RKBレディスクラシック」と変更になる。
大会の会場は2000年から2011年までは福岡県朝倉市（旧・甘木市）にある福岡センチュリーゴルフ倶楽部で行われていたが、2011年6月に民事再生法を申請し試合の開催が困難になった。
このため、2012年から2024年まで福岡市東区にある福岡カンツリー倶楽部和白コースで開催された。
2025年からは糸島市にある福岡雷山ゴルフ倶楽部に会場を移動する予定である。

## 歴代優勝者
| ヴァーナルカップRKBレディース | ヴァーナルカップRKBレディース | ヴァーナルカップRKBレディース | ヴァーナルカップRKBレディース | ヴァーナルカップRKBレディース                                                         |
| 開催回                        | 開催年                        | 優勝者名                      | スコア                        | 備考                                                                                  |
| ----------------------------- | ----------------------------- | ----------------------------- | ----------------------------- | ------------------------------------------------------------------------------------- |
| 第1回                         | 2000年                        | 不動裕理                      | -4                            |                                                                                       |
| ヴァーナルレディース          |                               |                               |                               |                                                                                       |
| 開催回                        | 開催年                        | 優勝者名                      | スコア                        | 備考                                                                                  |
| 第2回                         | 2001年                        | 塩谷育代                      | EVEN                          | 那須美根子とのプレーオフを制す                                                        |
| 第3回                         | 2002年                        | 久保樹乃                      | -3                            | 木村敏美、山崎礼奈とのプレーオフを制す                                                |
| 第4回                         | 2003年                        | 具玉姫                        | -6                            |                                                                                       |
| 第5回                         | 2004年                        | 不動裕理                      | -2                            | 今大会2勝目                                                                           |
| 第6回                         | 2005年                        | 宮里藍                        | -13                           |                                                                                       |
| 第7回                         | 2006年                        | 李知姫                        | -12                           |                                                                                       |
| 第8回                         | 2007年                        | 全美貞                        | -8                            | 不動裕理とのプレーオフを制し、3週連続優勝を果たす                                     |
| 第9回                         | 2008年                        | 任恩娥                        | -7                            | 3日間完全優勝で日本ツアー初制覇を果たす                                               |
| 第10回                        | 2009年                        | 斉藤裕子                      | -5                            | 41歳、シード最年長選手が5年ぶりのツアー制覇                                           |
| フンドーキンレディース        |                               |                               |                               |                                                                                       |
| 開催回                        | 開催年                        | 優勝者名                      | スコア                        | 備考                                                                                  |
| 第11回                        | 2010年                        | 横峯さくら                    | -9                            |                                                                                       |
| 第12回                        | 2011年                        | 佐伯三貴                      | -8                            |                                                                                       |
| 第13回                        | 2012年                        | 朴仁妃                        | -9                            | この年から開催コース変更                                                              |
| ほけんの窓口レディース        |                               |                               |                               |                                                                                       |
| 開催回                        | 開催年                        | 優勝者名                      | スコア                        | 備考                                                                                  |
| 第14回                        | 2013年                        | オナリン・サタヤバンポット    | -6                            | タイ国籍の選手としては史上初のJLPGAツアー優勝                                         |
| 第15回                        | 2014年                        | イ・ボミ                      | -9                            | 大会連覇                                                                              |
| 第16回                        | 2015年                        | イ・ボミ                      | -10                           | 大会連覇                                                                              |
| 第17回                        | 2016年                        | 申智愛                        | -10                           |                                                                                       |
| 第18回                        | 2017年                        | 鈴木愛                        | -7                            | 大会連覇                                                                              |
| 第19回                        | 2018年                        | 鈴木愛                        | -8                            | 大会連覇                                                                              |
| 第20回                        | 2019年                        | イ・ミニョン                  | -10                           |                                                                                       |
| 第21回                        | 2021年                        | 大里桃子                      | –9                            | 一般非公開、悪天候で36ホールに短縮 ささきしょうことのプレーオフ。                     |
| 第22回                        | 2022年                        | 渡邉彩香                      | –11                           | 高橋彩華とのプレーオフ                                                                |
| RKB×三井松島レディス          |                               |                               |                               |                                                                                       |
| 開催回                        | 開催年                        | 優勝者名                      | スコア                        | 備考                                                                                  |
| 第23回                        | 2023年                        | 岩井千怜                      | –11                           | 山下美夢有、岩井明愛とのプレーオフ                                                    |
| 第24回                        | 2024年                        | 岩井千怜 (2)                  | –12                           | 荒天の為決勝ラウンドは27位タイ迄の36名進出セカンドカット実施、大会史上3人目の大会連覇 |
| Sky RKBレディスクラシック     |                               |                               |                               |                                                                                       |
| 開催回                        | 開催年                        | 優勝者名                      | スコア                        | 備考                                                                                  |
| 第25回                        | 2025年                        | 神谷そら                      | –14                           | 18番の逆転イーグル&大会最少ストロークで優勝。                                         |

## 賞金総額の推移
※前身の「ヴァーナルレディース」、前々身「ヴァーナルカップRKBレディース」も含む
- 第1回（2000年）：8000万円（優勝賞金1440万円）
- 第2回（2001年） - 第5回（2004年）：1億円（優勝賞金1800万円）
- 第6回（2005年） - 第9回（2008年）：1億2000万円（優勝賞金2160万円）
- 第10回（2009年）：1億円（優勝賞金1800万円）
- 第11回（2010年） - 第13回（2012年）：8000万円（優勝賞金1440万円）
- 第14回（2013年） - 第20回（2019年）現在：1億2000万円（優勝賞金2160万円）[9]

## TV放送
- RKB毎日放送を制作局として、TBS系列で録画放送されている。2004年までは九州ブロックのみの放送であったが、2005年より全国ネットに昇格した（最終日のみ放送。ただし一部ネットを行わない局あり）。なおRKBではここ数年、大会前の告知CMにおいて、セリーヌ・ディオンの「That's the way it is」がテーマソングとして使用されていた。
- 「ほけんの窓口レディース」改題後、2日目はTBS・毎日放送・CBCテレビ・北海道放送・中国放送は16:00からの放送、最終日は28局フルネットになる。
- 2020年は最終日の予定だった5月17日にRKBテレビ（福岡ローカル）で特別篇（14:00 - ）を放送。他ネット局は編成の都合で放送されなかった[注 3]。

## その他
- フンドーキンの冠協賛は2012年で終了したが、2013年からは同名の「フンドーキンレディース」が、JLPGAの下位ツアーであるステップ・アップ・ツアーとして、JLPGAとフンドーキン醬油の共催により同社の本社がある大分県臼杵市で開催されている[16]。
- RKBが運営に携わるゴルフトーナメントとしては他に、ニンジニアネットワークが特別協賛を務めるステップ・アップ・ツアーのトーナメント「ラシンク・ニンジニア RKBレディース」があり[注 4]、JLPGAとRKBの共催で、福岡県糸島市にて開催されている。